# Arrenurus pseudocylindratus
Arrenurus pseudocylindratus är en kvalsterart som först beskrevs av Piersig 1904.  Arrenurus pseudocylindratus ingår i släktet Arrenurus och familjen Arrenuridae. Inga underarter finns listade i Catalogue of Life.